# Lorraine Open 1989
Il Lorraine Open 1989 è stato un torneo di tennis giocato sul cemento indoor. Si è giocato a Nancy in Francia. È stata l'11ª edizione del torneo, che fa parte del Nabisco Grand Prix 1989. Il torneo si è giocato dal 27 febbraio al 5 marzo 1989.

## Campioni

### Singolare maschile
Guy Forget ha battuto in finale  Michiel Schapers con il punteggio di 6–3, 7–6

### Doppio maschile
Udo Riglewski /  Tobias Svantesson hanno battuto in finale  João Cunha e Silva /  Eduardo Masso con il punteggio di 6–4, 6–7, 7–6